# Verulamium

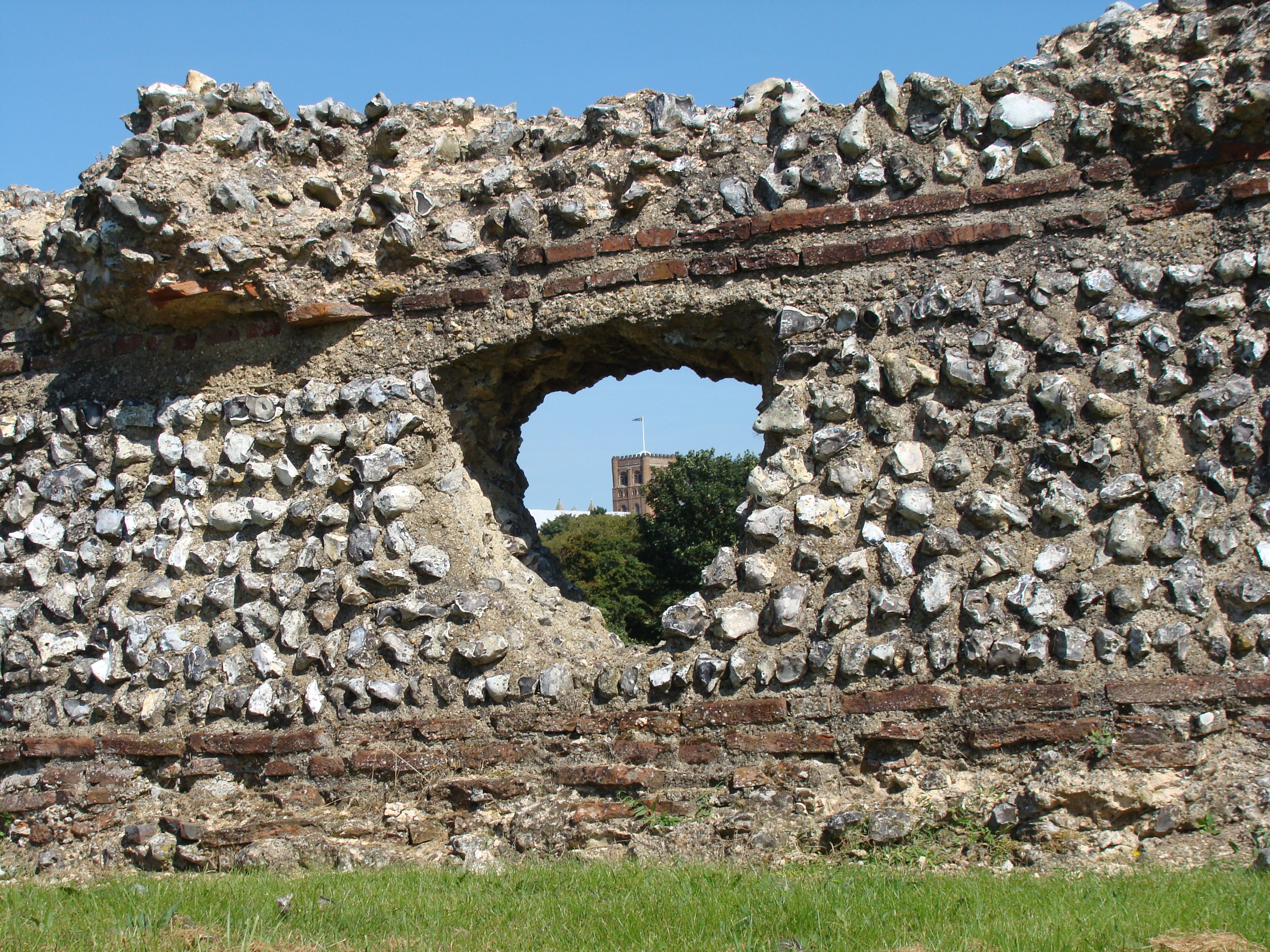
Fragment murów miejskich

Verulamium – rzymskie miasto znajdujące się na obszarze obecnego miasta St Albans w hrabstwie Hertfordshire w Anglii (Wielka Brytania). Miasto położone było nad rzeką Ver. Verulamium to było największym obok Londinium ośrodkiem rzymskim w Brytanii.
Miasto zyskało swoją wysoką pozycję w rzymskiej Brytanii ze względu na strategiczne położenie na przecięciu głównych dróg: tzw. Walting Street – łączącej Londinium (dzis. Londyn) z Towcester, poprzez Sulloniacis (dzis. Bockley Hill), Verulamium i Durocobrius (dzis. Dunstable) oraz Verulamium z Camulodunum (dzis. Colchester) przez Canonium (dzis. Kelvedon).
Wcześniej, przed rzymskim podbojem, było znane jako Verlamion.
Zachowanymi do dziś pozostałościami rzymskiego miasta są: fragmenty murów miejskich i fundamenty jednej z bram, mozaikowa posadzka z zachowanym hypocaustum, ruiny teatru (jedynego rzymskiego teatru widocznego do dziś w Wielkiej Brytanii) oraz mozaiki i fragmenty zdobionych ścian, które obecnie znajdują się w zbiorach lokalnego muzeum.

## Historia
Przed rzymskim podbojem znajdował się w tym miejscu fort, otoczony fosą, zwany Verlamion. Był stolicą lokalnego celtyckiego plemienia Catuvellauni.
Wydobyta podczas wykopalisk archeologicznych biżuteria, monety czy naczynia świadczą o tym, że mieszkańcy tego miejsca prowadzili wymianę handlową z Imperium Rzymskim. Kiedy w 43 n.e. roku naszej ery Rzymianie najechali Brytanię, miasto przeszło w ich władanie. Przed rokiem 50 n.e. uzyskało status municipium.
Znaczącym wydarzeniem w jego historii było powstanie plemion celtyckich pod dowództwem królowej Boudiki w 61 roku. Miasto zostało wtedy doszczętnie zniszczone. Po zniszczeniu miasta przystąpiono do jego odbudowy wznosząc wiele znaczących budowli, m.in. forum oraz bazylikę (wybudowaną w 79 roku). W mieście zbudowano też trójkątną świątynię, poświęconą Kybele, swój unikatowy kształt zawdzięczała lokacji na rozgałęzieniu drogi.

## Zabudowa
Miasto posiadało głównie drewnianą zabudowę z nielicznymi płaskorzeźbami i mozaikami. Około 155 Verulamium zostało strawione przez pożar. Odbudowano je, jednak z czasem zaczęło podupadać, zmniejszała się populacja. W III w. miasto otoczono kamiennym murem.
W centralnej części miasta (w miejscu, gdzie dziś znajduje się kościół pw. św. Michała) stała bazylika i przylegające do niej forum. Na północny zachód od forum znajdowały się sklepy, teatr i macellum (targ warzywno-owocowy). W Verulamium znajdowały się także liczne świątynie.
W roku 410, po opuszczeniu Brytanii przez Rzymian, przez pewien czas dbano o budynki prywatne i publiczne, drogi i wodociągi, jednak z biegiem czasu ludność zaczęła się przenosić do powstałego w pobliżu St Albans.

### Teatr

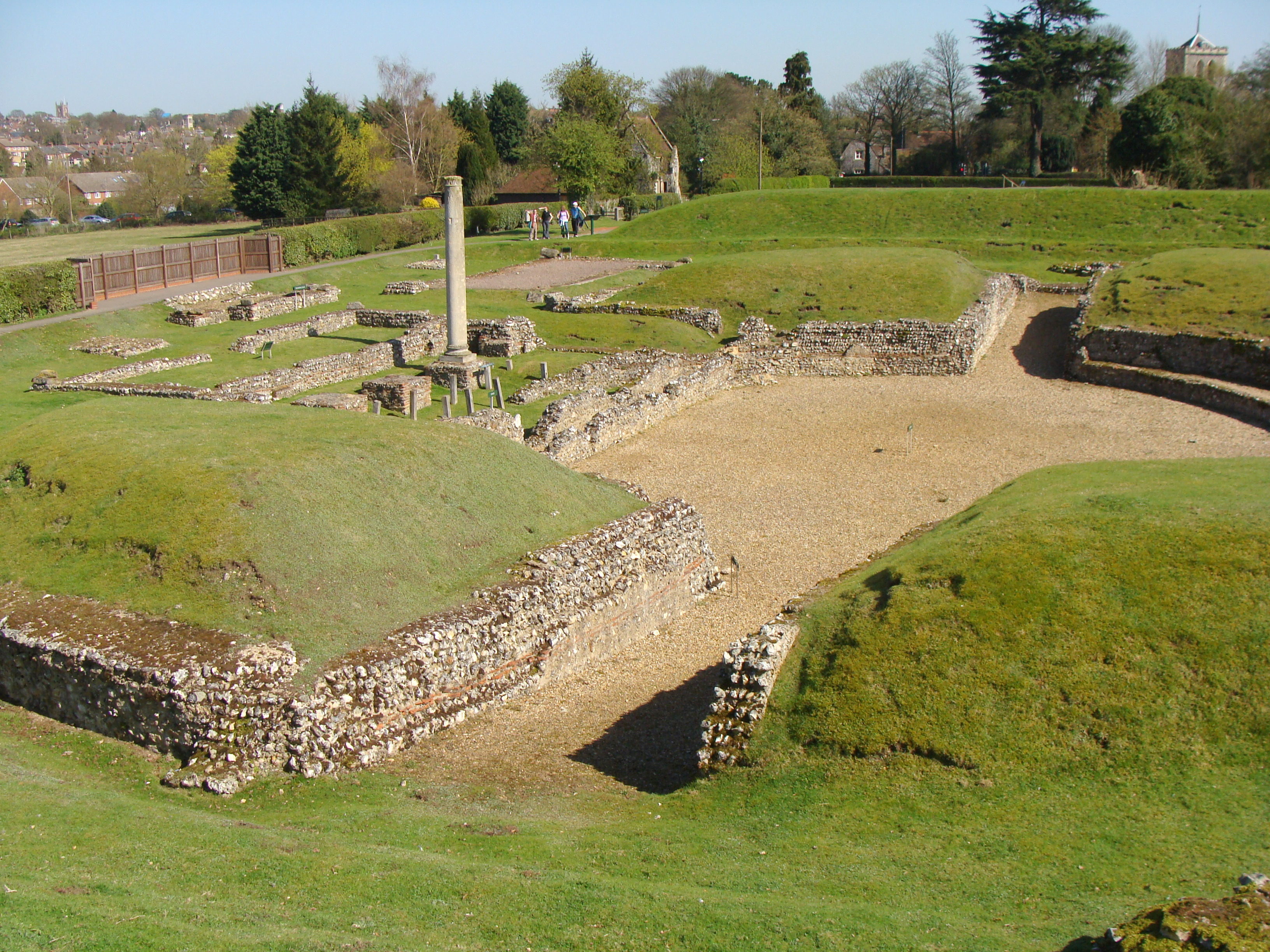
Ruiny rzymskiego teatru

Zbudowany w 140 roku naszej ery, mógł pomieścić 2000 widzów. Odbywały się na nim przedstawienia, procesje religijne, pokazy walk oraz tańca. Po roku 400, gdy Rzymianie zaczynali wycofywać się z Brytanii, a miasto zaczęło podupadać. Teatr przestał działać i został zmieniony w wysypisko śmieci. Ruiny teatru odkryto w 1847 roku.

### Mury miejskie

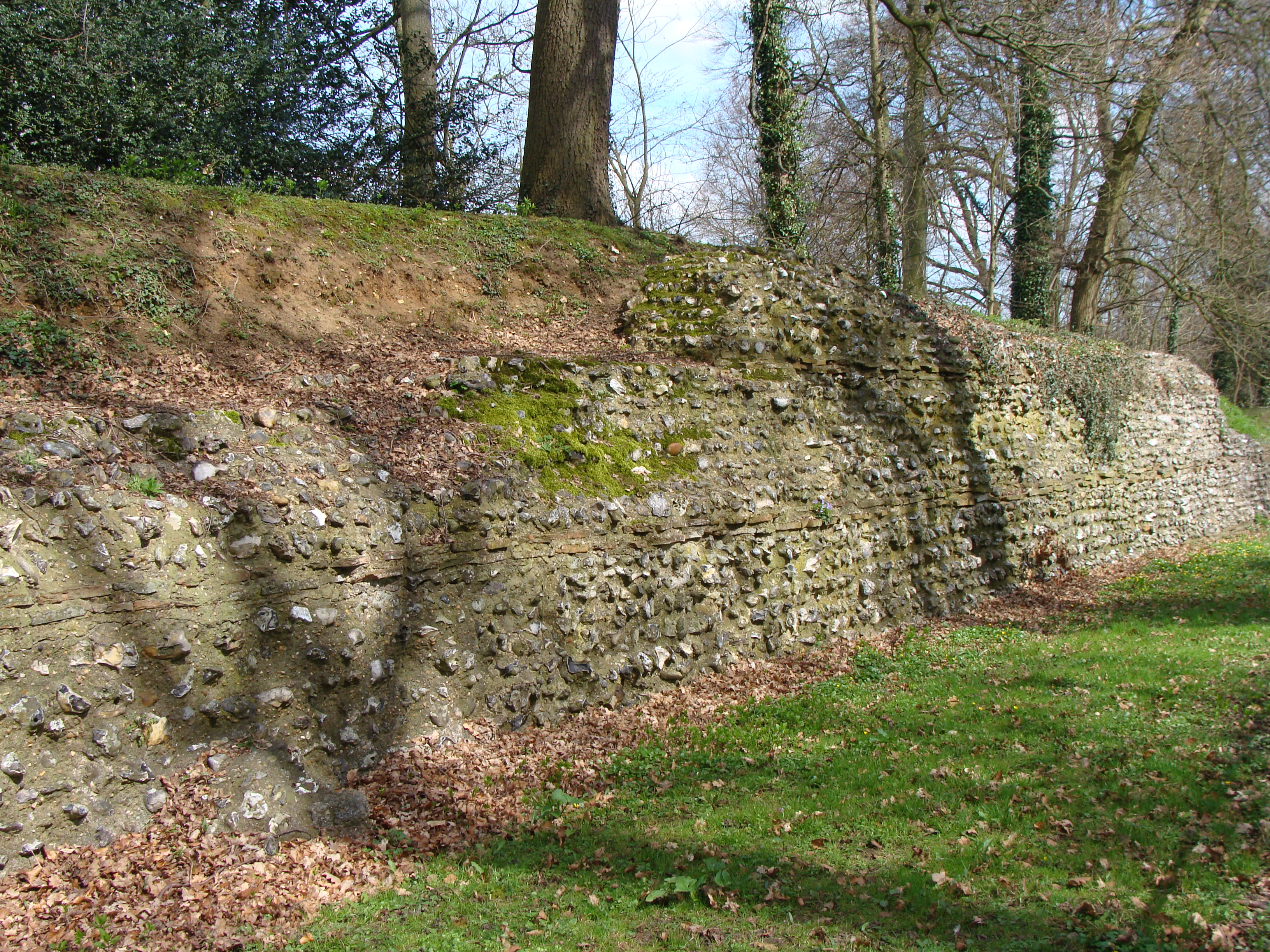
Fragment murów rzymskich w pobliżu Bramy Londyńskiej

Zbudowane w latach 257-270 z krzemienia i cegły, wysokie na 5m, otaczały miasto pierścieniem długości 3,6km. Zachowały się dwa fragmenty, krótszy północny i dłuższy od strony wschodniej, wraz z fundamentami bramy londyńskiej.

### Hypocaustum

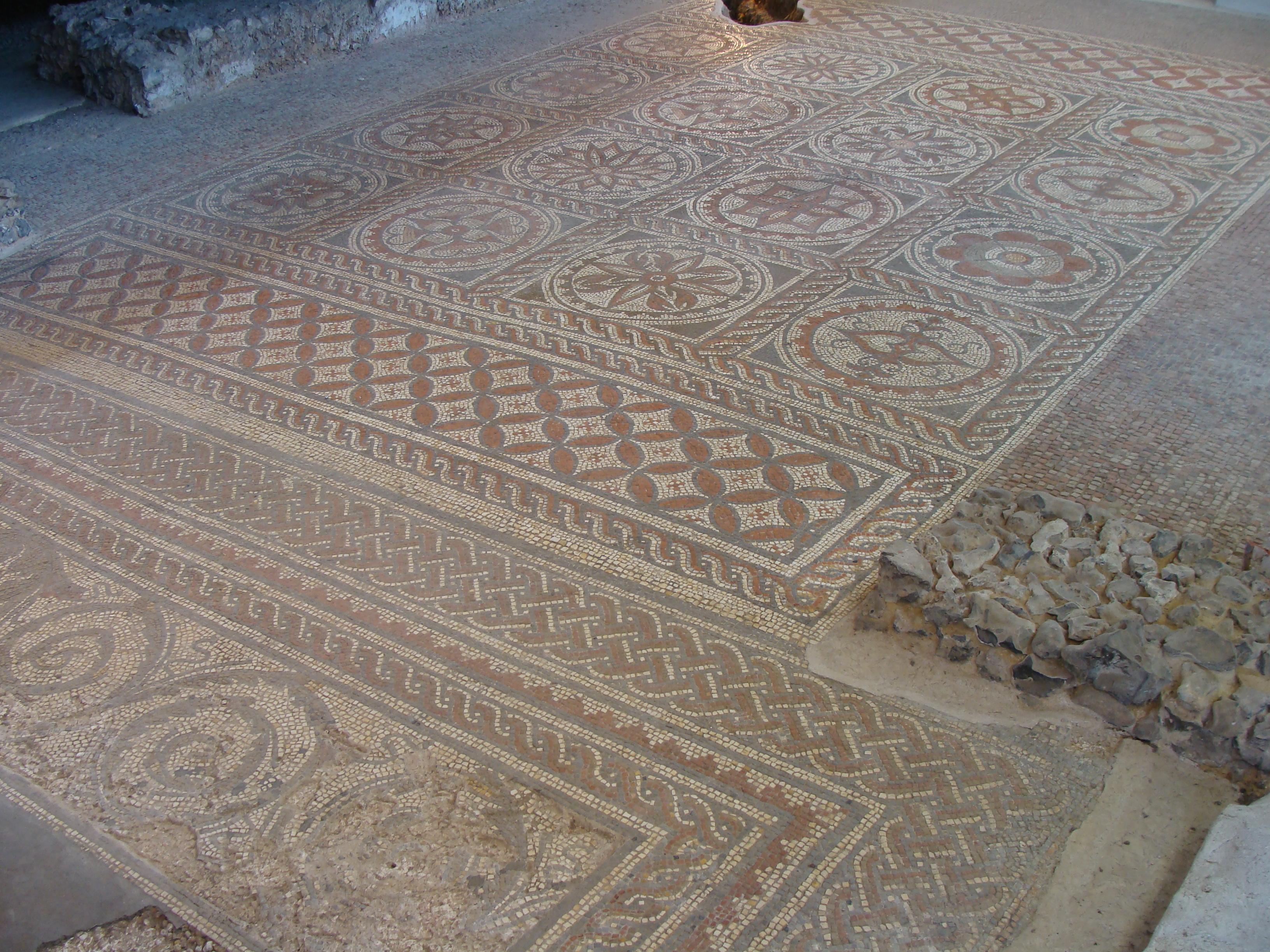
Mozaikowa posadzka z hypocaustum

Hypocaustum ulokowane jest w osobnym budynku w parku i przykryte jest doskonale zachowaną mozaiką. Hypocaustum zostało odkryte podczas wykopalisk archeologicznych prowadzonych w latach 30. XX wieku przez Sir Mortimera i Tessę Wheeler.

### Świątynie
Jedną z głównych świątyń w mieście, była ta znajdująca się przy forum. W późniejszym czasie (po pożarze w 155 wybudowano dwie kolejne. Prawdopodobnie oddawano w nich cześć Jowiszowi, Junonie i Minerwie. Znanych jest sześć innych świątyń typu rzymsko-celtyckiego, a wśród nich „świątynia trójkątna” o charakterystycznym trójkątnym atrium usytuowana niedaleko Bramy Londyńskiej. Ta ostatnia była prawdopodobnie poświęcona Kybele.

## Muzeum
W lokalnym muzeum (oddziale znajdującym się w parku Verulamium) wystawiono przedmioty znalezione podczas prowadzonych wykopalisk. Przedmioty codziennego użytku, mozaiki, malunki ścienne, monety. Do zwiedzania udostępniono także hypocaustum – rzymski system ogrzewania podłogowego, służący niegdyś w dużym domu miejskim.